# Паљо Бохуш
Паљо Бохуш (свк. Paľo Bohuš; право име Павел Сабо; Бачки Петровац, 24. април 1921 – Нови Сад, 22. септембар 1997) био је водећи песник словачке мањине у Југославији и познати есејиста.

## Биографија
Завршио је гимназију у Бачком Петровцу. Потом је студирао медицину у Сегедину (1941—44). Године 1945. прелази на Медицински факултет Карловог универзитета у Братислави, где је дипломирао 1950. године.
Запослио се као секундарни лекар у Вишне Хаги у Словачкој, али је у јулу 1950. као југословенски држављанин оптужен за велеиздају и осуђен на затворску казну. У затвору у Леополдову провео је пет година (1950 – 1955), где је тешко оболео од туберкулозе. У Југославију се вратио 1955. године и радио је као лекар у Сурдулици, Сокобањи и Новој Вароши до 1973. године, када се пензионисао и преселио у родно место.
Прве песме објавио је 1939. године. У својој првој збирци песама, Život a brázdy (1943), у знаку симболичке поетике говори о везаност човека - сељака за бразде на равници. После Другог светског рата у словачким часописима у Југославији објавио је рукопис поетских сведочанстава о трагичним ратним догађајима. Поезији се вратио по изласку из затвора, у другој половини педесетих година.
Најплоднији период Бохушевог стваралаштва свакако су седамдесете године 20. века, када је објавио збирке поезије Predsa koľaj (1971), Hviezdne proso (1972), Časom dôjdeme (1974), Живот, унапред доживотан (1977, у сопственом преводу на словачки Listovanie v morušových listoch, 1985), Nikam a spät' (1989), Triumfálny postrek (1990), Tretia strana mince (1993), Jednosmerný rebrík (1996).
Бохушу је 1984. године Друштва књижевника Војводине уручило награду за животно дело.
Два пута је награђиван наградом часописа Нови живот (1966 и 1972); за збирку Звездано просо је добио награду издавачког предузећа Обзор за године 1968-1974, а 1976. године је добио награду Ослобођења Војводине.
Награда Словачке секције Друштва књижевника Војводине за најбољу књигу на словачком језику носи назив по Паљу Бохушу.